# Sobre os Corpos Flutuantes
Sobre os Corpos Flutuantes é um tratado em dois volumes escrito por Arquimedes. Nesta obra Arquimedes enunciou a lei do empuxo e também determinou as posições de equilíbrio de segmentos parabolóides flutuantes.